# Invalidenhaus Berlin

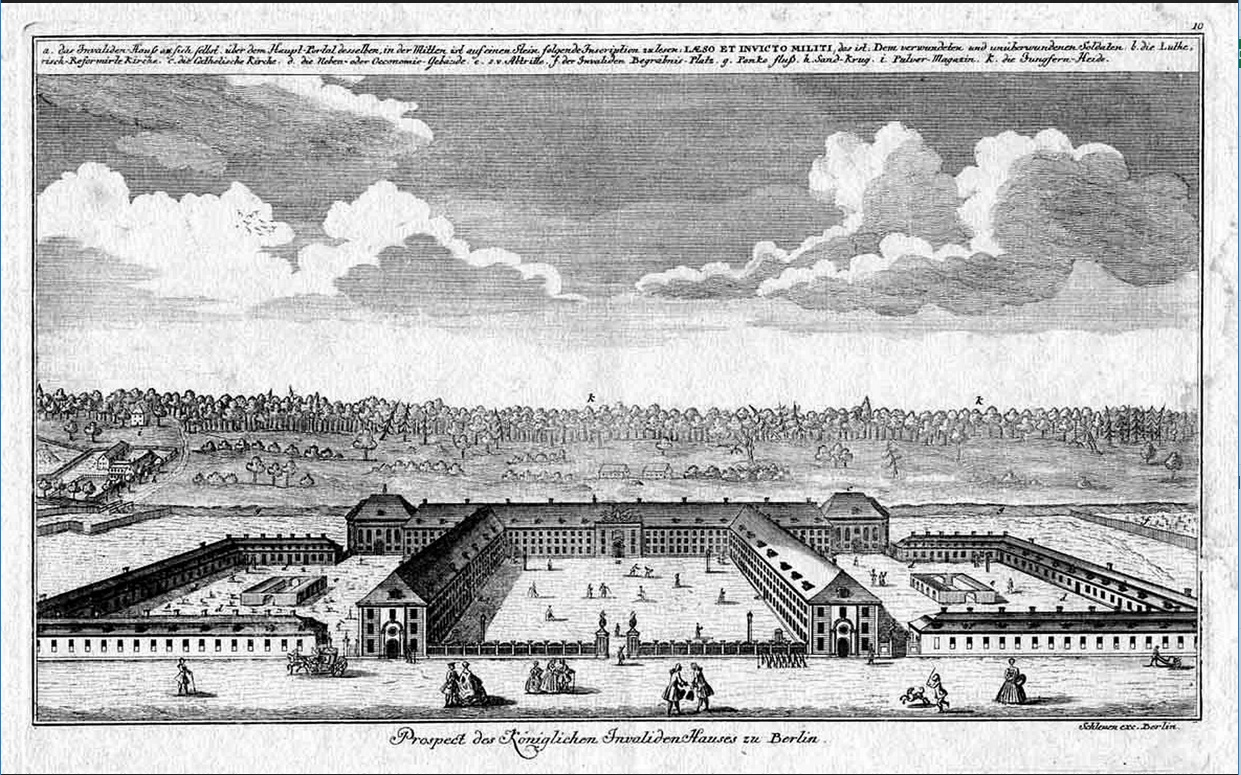
Das Königliche Invalidenhaus im 18. Jahrhundert

Das Invalidenhaus Berlin (ehemals: Stiftung Invalidenhaus Berlin) ist eine der wohl ältesten Einrichtungen einer Art Kriegsopferfürsorge oder Kriegsopferversorgung im deutschsprachigen Raum.

## Geschichte
| Instruktion Friedrichs II. für den Kommandanten des Invalidenhauses, 1748 |
| ------------------------------------------------------------------------- |
|                                                                           |
|                                                                           |

### Invalidenhaus (1748–1938)
Die erste Anregung zur Gründung des Invalidenhauses Berlin als Vorläufer der heutigen Invalidensiedlung in Berlin-Frohnau geht auf König Friedrich I. in Preußen zurück, der im Jahr 1705 nach französischem Vorbild den Plan zum Bau besonderer Unterkünfte für ausgediente und kriegsinvalide Soldaten fasste. Zur Ausführung des Vorhabens kam es jedoch erst einige Jahrzehnte später unter der Regierung Friedrichs II., des Großen, der nach dem Ende des Zweiten Schlesischen Kriegs die Anweisung zur Errichtung der „Invalidenhäuser“ in Berlin und Stolp  erteilte und die notwendigen Mittel zur Verfügung stellte. Als Architekt wurde Ingenieur-Kapitän Isaak Jacob von Petri mit dem Bau beauftragt. 1748 war das Invalidenhaus Berlin, das vor den Toren der Stadt in Richtung Westen lag, fertiggestellt und wurde am 15. November 1748 bezogen. Dieses Datum gilt als der eigentliche Stiftungstag. Bei der Wahl des Standorts der barocken dreiflügeligen schlossähnlichen Gebäudeanlage, deren Hauptfront zum später angelegten Berlin-Spandauer Schifffahrtskanal zeigte, hatte der König auf die Nähe zur Charité Wert gelegt. Das Gebäude befindet sich in der Scharnhorststraße.
Das Berliner Invalidenhaus hatte nach Willen des Königs gleich den anderen Invalidenhäusern ein ausgesprochen militärisches Gepräge. Für die innere Ausgestaltung und Organisation hatte der König die überlieferte Instruction vor den Commendanten des Invalidenhauses vom 31.8.1748 erlassen.
Aufgabe der Institution war, kriegsbeschädigten Offizieren, Unteroffizieren und Mannschaften ein Unterkommen, Verpflegung, Kleidung und ärztliche Betreuung kostenlos zur Verfügung zu stellen. Zur Finanzierung war das Invalidenhaus von Friedrich II. dem Großen mit umfangreichem Landbesitz (528 Morgen) und Dotationen in Bargeld ausgestattet worden; die für die Invaliden tätigen Handwerker und Händler genossen auch Freiheit von Steuern und Abgaben, damit sie ihre Erzeugnisse besonders „wohlfeil“ an Insassen abgeben konnten. Der König wollte auf diese Weise erreichen, dass sich das Invalidenhaus aus dem vorhandenen Grund- und Sachvermögen selbst erhalten konnte und dem Staatshaushalt nicht zur Last fiel.
Im Haus waren insgesamt Plätze für 631 Personen, davon für 13 Offiziere und für 126 Frauen, vorgesehen. Jeweils vier ledige Soldaten und ein verheirateter Soldat nebst Frau bewohnten ein Zimmer mit Kammer. Für je 30 Bewohner war eine Küche zur Selbstversorgung vorgesehen. Die Organisation war auf dem Verhältnis von Über- und Unterordnung aufgebaut und einer militärischen Einheit nachgestaltet. Die Invaliden waren in drei Kompanien eingeteilt, die aus je 190 Mann, zehn Unteroffizieren, einem Fähnrich, zwei Leutnants bestanden.
Das gesamte Invalidenhaus unterstand einem Kommandanten, ab 1847 einem Gouverneur. Sämtliche Insassen wurden etatmäßig nach ihren Dienstgraden besoldet. Sie trugen auch außerhalb des Dienstes Uniform, hatten im Bezirk des Invalidenhauses Wachdienst zu verrichten und an der sonntäglichen Kirchenparade teilzunehmen. Das Haus hatte besondere Geistliche beider Konfessionen und war mit eigenem Parochialrecht ausgestattet. Die Invaliden bildeten außerdem eine selbstständige Gemeinde mit eigener Zivil- und Strafgerichtsbarkeit.
Diese Ausgestaltung behielt das Invalidenhaus im Wesentlichen bis zum Ende des Ersten Weltkriegs, wenn auch im Laufe der Zeit gewisse Änderungen eintraten. So war im 19. Jahrhundert die eigene Gerichtsbarkeit aufgehoben worden und die Invaliden hießen später „Pfleglinge“, und die Zahl der untergebrachten Soldaten sank zugunsten einer größeren Aufnahme von ganzen Familien, sodass der Wohncharakter mehr in den Vordergrund trat. Die Bedingungen für die Aufnahme waren in einem Erlass des preußischen Kriegsministeriums vom Jahr 1907 zusammengefasst.
Kommandanten/Gouverneure des Invalidenhauses
- 1748–1768: Karl Adam Heinrich von Feilitzsch (1701–1768)
- 1768–1775: Georg Christoph von Daembke (1719–1775)
- 1775–1779: Michael Ludwig von Diezelsky (1708–1779)
- 1779–1788: Gottlieb Julius von Pelchrzim (1717–1788)
- 1788–1791: Otto Ernst von Reineck (1729–1791)
- 1791–1800: Curth Paulino Gottlieb Heinrich von Arnim (1735–1800)
- 1800–1807: Georg Heinrich von Valentini (1738–1807)
- 1807–1809: Bogislav von Eichmann (1731–1815), provisorisch
- 1809–1809: Friedrich Wilhelm Alexander von Tschammer und Osten (1737–1809)
- 1809–1819: Johann Friedrich Freiherr Schenck zu Schweinsberg (1750–1819)
- 1819–1827: Gustav Friedrich von Kessel (1760–1827)
- 1828–1846: Jacob Bogislaw von Puttkamer (1753–1846)
- 1846–1847: Ernst Gustav von Held (1766–1851)
- 1847–1848: Hermann von Boyen (1771–1848)
- 1848–1877: Ferdinand von Maliszewski (1790–1877)
- 1877–1884: Karl Rudolf von Ollech (1811–1884)
- 1884–1889: Georg Otto von Wulffen (1813–1889)
- 1889–1904: Ernst Wilhelm Karl von Grolman (1832–1904)
- 1904: 00000Friedrich von Schele (1847–1904)
- 1904–1919: Ludwig von Hammerstein-Loxten (1839–1927)

### Neue Nutzungen im ehemaligen Invalidenhaus und Errichtung der Invalidensiedlung (seit 1938)
Um 1900 wurde unmittelbar südlich des Invalidenhauses an der Invalidenstraße der Gebäudekomplex der Kaiser-Wilhelm-Akademie (Militärärztliche Akademie) errichtet, der auf die Entwicklung des Invalidenhauses in späteren Jahrzehnten noch erheblichen Einfluss haben sollte.
Nach dem Ersten Weltkrieg verlor das Invalidenhaus sein militärisches Gepräge. Mit der Übernahme der Versorgung der Kriegsbeschädigten durch das Reichsarbeitsministerium aufgrund der Verordnung vom 5. Oktober 1919 ging auch die Dienstaufsicht über die Invalidenhäuser, die bis dahin dem Preußischen Kriegsministerium unterstanden, auf die Arbeitsverwaltung über. Trotz der Umgestaltung der Verhältnisse des Invalidenhauses blieb der ursprüngliche Zweck in vollem Umfang gewahrt. Angenommen werden durften nur Schwerkriegsbeschädigte, die unmittelbar vor dem Feind gestanden hatten.
Mit dem Beginn der Wiederaufrüstung und Wiedererrichtung der Wehrmacht im Dritten Reich trat der militärische Charakter des Invalidenhauses erneut stärker hervor. Am 1. April 1937 wurde das Invalidenhaus der Aufsicht des Reichsarbeitsministeriums entzogen und dem Reichskriegsministerium, später dem Oberkommando der Wehrmacht, unterstellt. Als 1938 die Militärärztliche Akademie erweitert und dazu die Gebäude des Invalidenhauses benutzt wurden, errichtete die Wehrmacht als Ausgleich für die Insassen die Invalidensiedlung in Berlin-Frohnau. Sie wurde vom Reichsfiskus (Heer) der Stiftung „Invalidenhaus Berlin“ übereignet. Den erforderlichen Baugrund von 18 Hektar erhielt der Reichsfiskus vom Kuratorium der Fürst Donnersmarck-Stiftung als Schenkung. Noch im Jahr 1938 erfolgte der Umzug der Insassen, die sich damals nur ungern von dem im Stadtkern liegenden Invalidenhaus trennten.
Heute befindet sich in den noch erhaltenen Teilen des Invalidenhauses – der ehemaligen Kaiser-Wilhelm-Akademie – ein Teilbereich des Bundesministeriums für Wirtschaft und Energie.

Lageplan Invalidensiedlung
(Koordinaten:)

Letzter Kommandant des Invalidenhauses war seit 1937 Oberst Wilhelm Staehle. Staehle war Kontaktmann der Widerstandskämpfer des 20. Juli 1944 zur niederländischen Widerstandsbewegung. Er wurde verhaftet und am 23. April 1945 von der SS im Zellengefängnis Lehrter Straße wie u. a. Albrecht Haushofer ermordet.
Mit dem Ende des Zweiten Weltkriegs erlebte die Invalidensiedlung die zweite Entmilitarisierung. Die Aufsicht über die Siedlung übernahm nunmehr das Verwaltungsamt für ehemaligen Reichsgrundbesitz. 1952 gab dann ein Schreiben des Bundesministers für Arbeit vom 18. April Anlass, die Rechtsverhältnisse der Siedlung zu überprüfen. Schließlich wurde nach längeren Verhandlungen die Siedlung der seinerzeitigen Senatsverwaltung für Arbeit und Sozialwesen durch Senatsbeschluss vom 29. Juni 1953 übertragen, die ihrerseits die Verwaltung entsprechend dem Rechtszustand von 1920 bis 1937 dem Landesversorgungsamt Berlin, später Landesamt für Zentrale Soziale Aufgaben, jetzt Landesamt für Gesundheit und Soziales übertrug. Am 16. Mai 1953 erfolgte die formelle Übernahme. Vorstand der Stiftung ist der jeweilige Leiter der genannten Behörden.
Nach der Grenzziehung von 1945 war die Siedlung auf drei Seiten von Stacheldraht umzogen und von ihrer natürlichen Verbindung zum unmittelbar angrenzenden Nachbarort Hohen Neuendorf abgeschnitten. Die damit verbundene Belastung der Bewohner verstärkte sich durch die Errichtung der Berliner Mauer noch erheblich.
Vordringlich war, den nachteiligen Folgen dieser Isolierung entgegenzuwirken und über die wirtschaftliche Versorgung hinaus mit allen verfügbaren Mitteln die Rehabilitation zu fördern. Es war deshalb eine der ersten Maßnahmen, den stark in Mitleidenschaft gezogenen Festsaal im Gemeindehaus wieder herzurichten und damit einen kulturellen Mittelpunkt für die rund 600 Bewohner der Siedlung zu schaffen. Im Festsaal wurden regelmäßig Gottesdienste abgehalten.

## Heutige Situation

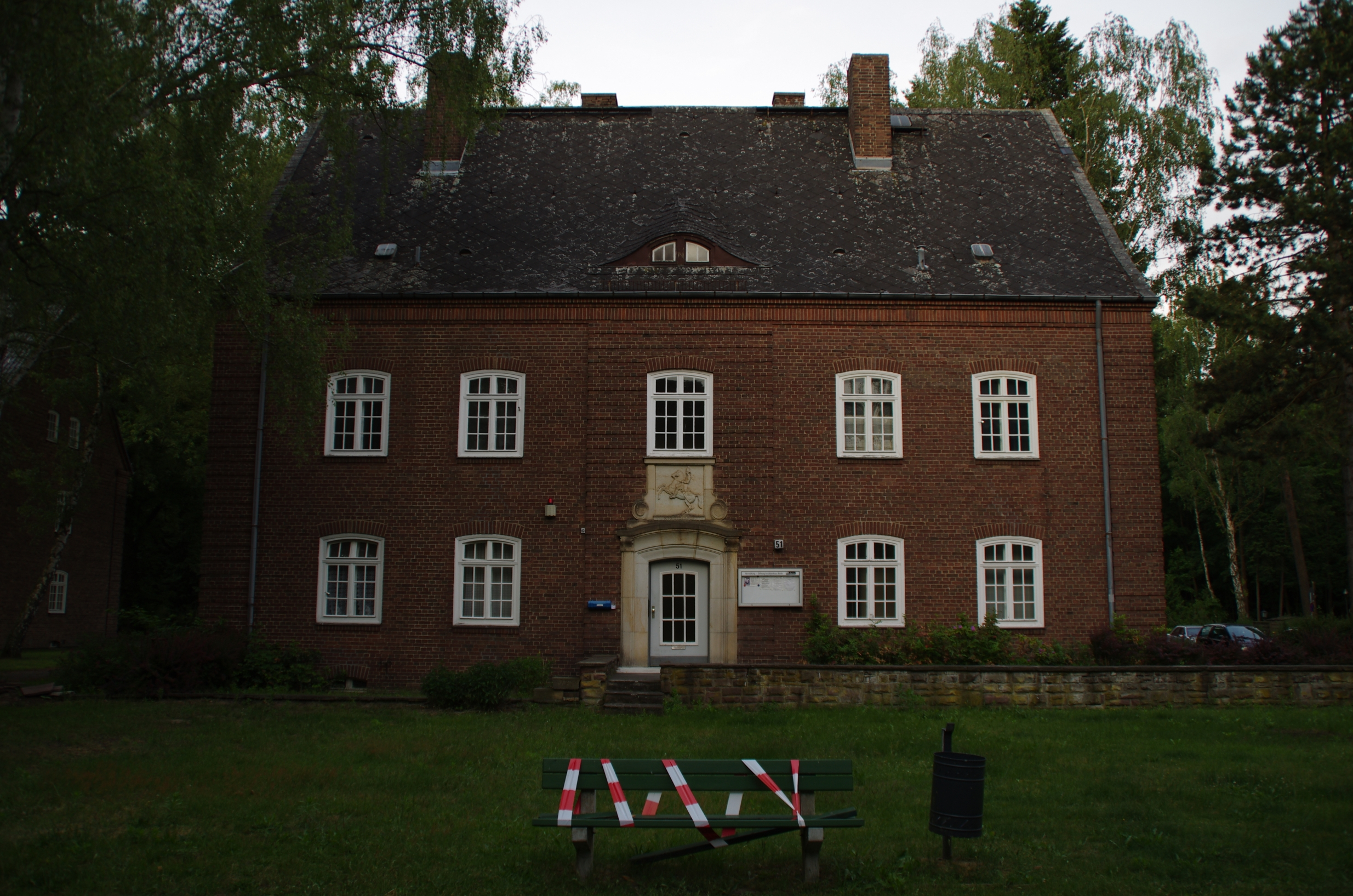
Das Haus Nummer 51

Die Wohnsiedlung (Adresse: 13465 Berlin, Invalidensiedlung 1–53) besteht aus 51 Häusern mit 180 Wohnungen in 49 Mehrfamilienhäusern, einem Gemeinschaftshaus, einer Versehrtensporthalle und Nebengebäuden. Die Gesamtfläche der Siedlung beträgt fast 14 Hektar.
Die Stiftung Invalidenhaus Berlin war eine gemeinnützige Stiftung des öffentlichen Rechts. Sie hatte die Aufgabe, rentenberechtigten Kriegsbeschädigten oder subsidiär Schwerbehinderten im Sinne des Schwerbehindertengesetzes in der Invalidensiedlung Wohnraum zur Verfügung zu stellen, der durch seine Lage, Geräumigkeit oder sonstige Ausstattung dem Bedürfnis der Bewohner besonders gerecht wird. Im Festsaal und in den anliegenden sogenannten „Bauernstuben“ finden von Zeit zu Zeit kulturelle und gesellige Veranstaltungen statt.

## Aufhebung der Stiftung
Am 18. August 2021 ließ der Vorstand der Stiftung Invalidenhaus Berlin ein undatiertes Schreiben an die „Mieterinnen und Mieter“ verteilen.
Die Hauptaussage des Schreibens lautet: „Der Vorstand der Stiftung hat daher beschlossen, die Stiftung zum 31.12.2021 aufzuheben, da der Stiftungszweck erfüllt ist, insbesondere aber, um der Siedlung eine langfristige und wirtschaftlich gesicherte Perspektive zu ermöglichen.“ Ferner heißt es: „Das Vermögen der Stiftung, d. h. das Grundstück der Siedlung sowie alle dazugehörigen Gebäude, wird zum Jahresende dem Vermögen des Landes Berlin zugeführt. Die Übernahme der Siedlung durch eine Berliner Beteiligungsgesellschaft wird derzeit geprüft.“

## Eigentümerwechsel
Ende April 2022 wurde den Mieterinnen und Mietern der Invalidensiedlung ein Schreiben der Hausverwaltung WOBEGE zugestellt. Darin heißt es, dass das Land Berlin über seine Beteiligung bei der Berlinovo Immobilien GmbH eine Lösung gefunden habe, das Immobilienvermögen der Stiftung der Invalidensiedlung auf eine landeseigene Gesellschaft zu übertragen. Seit 1. Januar 2022 ist demnach die Berlinovo Grundstücksentwicklungs GmbH die wirtschaftliche Eigentümerin der Wohnanlage und der bisherige Verwalter ist weiterhin die Wohnbauten- und Beteiligungsgesellschaft mbH (WOBEGE). Sie ist Ansprechpartnerin in allen Angelegenheiten für das Objekt.
Zum Eigentümerwechsel stellte Niklas Schenker (Linke) am 7. April 2022 im Berliner Abgeordnetenhaus die schriftliche Anfrage nach den „Folgen der Auflösung der Stiftung Invalidenhaus“.